# Cecilia Lilja
Cecilia Lilja (ur. 9 stycznia 1988 w Gärdhem-Vänersborg) – szwedzka wioślarka.

## Osiągnięcia
- Mistrzostwa Świata – Poznań 2009 – dwójka podwójna wagi lekkiej – 12. miejsce[1].
- Mistrzostwa Europy – Montemor-o-Velho 2010 – dwójka podwójna wagi lekkiej – 8. miejsce[1].